# 自走砲一覧
自走砲一覧（じそうほういちらん）では、世界の自走砲を挙げる。

## 第一次世界大戦期

### イギリス
- ガンキャリアー マークI

### フランス
- FT BS
- GPF194mm自走砲
- 75mm自走対空砲

## 戦間期

### イギリス
- バーチガン

### ソ連
- SU-14
- SU-18
- SU-45
- SU-1, AT-1, SU-5-1,2,3, SU-6

## 第二次世界大戦時

### アメリカ
- M7（プリースト）
- M8（スコット）
- M10（ウルヴァリン)
- M12（キングコング）
- M18（ヘルキャット）
- M19
- M36（ジャクソン）
- M37
- M40（ビッグショット）
- M41（ゴリラ）
- M43
- T95（T28）

### イギリス
- ビショップ
- ディーコン
- アーチャー
- アキリーズ
- アベンジャー

### イタリア
- セモヴェンテ da 47/32 L40
- セモヴェンテ da 75/18 M40
- セモヴェンテ da 75/18 M41
- セモヴェンテ da 75/34 M42
- セモヴェンテ da 75/46 M43
- セモヴェンテ da 90/53 M41M
- セモヴェンテ da 105/25 M42L
- セモヴェンテ da 149/40 M41

### カナダ
- セクストン

### ソ連
- SU-122（СУ-122）
- SU-45（СУ-45）
- SU-57（СУ-57）
- SU-76（СУ-76）
- SU-76i（СУ-76i）
- SU-85（СУ-85）
- SU-100（СУ-100）
- SU-152（СУ-152）
- ISU-122（ИСУ-122）
- ISU-152（ИСУ-152）
- ZSU-37（ЗСУ-37）
- BM8
- SU-
100Y(Cｙ-100ｙ)

### ドイツ
- I号自走重歩兵砲
- II号自走重歩兵砲
- グリレ
- ヘッツァー
- FCM自走榴弾砲
- 39H自走榴弾砲
- ヴェスペ
- フンメル
- ホイシュレッケ
- 33B突撃歩兵砲
- 42式突撃榴弾砲
- ブルムベア
- シュトルムティーガー
- カール自走臼砲
- I号対戦車自走砲
- 35R対戦車自走砲
- マルダーI
- マルダーII
- マルダーIII
- FCM対戦車自走砲
- 39H対戦車自走砲
- ナースホルン
- VK3001(H) 12.8cm自走砲
- III号突撃砲
- IV号突撃砲
- メーベルワーゲン
- ヴィルベルヴィント
- I号対空戦車
- 38(t)対空戦車

### 日本
- 四式十五糎自走砲（ホロ）
- 一式砲戦車（ホニI車）
- 一式十糎自走砲（ホニⅡ車）
- 二式砲戦車（ホイ）
- 三式砲戦車（ホニⅢ車）
- 試製五式4.7cm自走砲（ホル）
- 試製七糎半対戦車自走砲（ナト）
- 試製十糎対戦車自走砲（カト）
- 試製四式十二糎自走砲（ホト）
- 試製五式砲戦車（ホリ）
- 短十二糎自走砲
- 長十二糎自走砲
- 短二十糎自走砲（未完成）
- 試製五式十五糎自走砲（ホチ）
- 試製四式重迫撃砲（ハト）
- ジロ車

### ハンガリー
- ニムロード
- ズリーニィ

### フィンランド
- BT-42

### ベルギー
- T-13

### ルーマニア
- TACAM T-60
- TACAM R-2

## 第二次世界大戦後〜ベトナム戦争

### アメリカ
- M44
- M50
- M52
- M53
- M55
- M56
- M107
- M108
- M109
- M110
- M163

### アルゼンチン
- VCA155 155mm自走榴弾砲

### イギリス
- FV433 アボット

### イスラエル
- M50 155mm自走榴弾砲
- ソルタムL33 155mm自走榴弾砲
- マクマト 120mm自走迫撃砲
- マクマト 160mm自走迫撃砲
- TCM-20対空機関砲搭載ハーフトラック
- MAR-240 自走多連装ロケット砲

### スウェーデン
- バンドカノン1

### ソ連
- 2A3コンデンサトール2P 406mm自走カノン砲
- 2B1オカ 420mm自走迫撃砲
- 2S1グヴォズジーカ 122mm自走榴弾砲
- 2S3アカーツィヤ 152mm自走榴弾砲
- 2S4チュリパン 240mm自走迫撃砲
- 2S5ギアツィント 152mm自走カノン砲
- 2S7ピオン 203mm自走カノン砲
- ASU-57
- ASU-85
- SU-122-54
- ZSU-23-4
- ZSU-57-2

### 西ドイツ
- ゲパルト自走対空砲

### 日本
- 60式自走106mm無反動砲
- 60式自走81mm迫撃砲
- 60式自走107mm迫撃砲
- 74式自走105mmりゅう弾砲
- 75式自走155mmりゅう弾砲
- 75式130mm自走多連装ロケット弾発射機

### フランス
- AMX30 AuF1
- Mle.61
- Mle.F3

## ベトナム戦争後〜21世紀初頭

### アメリカ
- M1128 ストライカーMGS
- M1129 ストライカーMC
- XM2001 クルセイダー
- XM1203（英語版）
- XM1299（英語版）

### イギリス
- AS-90

### イスラエル
- ソルタムM72 155mm自走榴弾砲
- ラスカル 155mm自走榴弾砲
- ショレフ 155mm自走榴弾砲
- ATMOS 2000
- ロエム/シグマ
- レイシュ 81mm自走迫撃砲
- ケシェット 120mm自走迫撃砲
- MAR-290 自走多連装ロケット砲
- LAR-160 自走多連装ロケット砲
- キルション 自走対レーダーミサイル
- ケーレス 自走対レーダーミサイル
- SPYDER 自走地対空ミサイル
- ペレフ 自走ミサイルランチャー

### イタリア
- パルマリア 155mm自走榴弾砲

### イラン
- ラード1 122mm榴弾砲
- ラード2 155mm榴弾砲

### インド
- M-46カタパルト

### シンガポール
- SSPH プリマス

### スウェーデン
- アーチャー
- Lvkv 90

### チェコ
- ダナ 152mm自走榴弾砲

### スロバキア
- ズザナ 155mm自走榴弾砲

### 韓国
- K9 155mm自走榴弾砲
- K30対空自走砲

### 北朝鮮
- コクサン

### 中華人民共和国
- 83式152mm自走榴弾砲
- 85式122mm自走榴弾砲
- 89式122mm自走榴弾砲
- 05式155mm自走榴弾砲
- 07式122mm自走榴弾砲
- PLZ-45 155mm自走榴弾砲 - 輸出用。
- SH1155mm自走榴弾砲 - 輸出用。
- 05式自走迫撃砲
- 88式自走対空機関砲
- 95式自走対空機関砲
- 07式自走対空機関砲
- 09式自走対空機関砲

### ドイツ
- PzH2000自走榴弾砲
- ワイルドキャット自走対空砲
- RCH 155

### 日本
- 96式自走120mm迫撃砲
- 99式自走155mmりゅう弾砲
- 19式装輪自走155mmりゅう弾砲
- 24式機動120mm迫撃砲
- 87式自走高射機関砲

### フランス
- カエサル

### 南アフリカ
- G6

### ロシア
- 2S19ムスタ-S 152mm自走榴弾砲
- 2S35 コアリツィヤ-SV 152mm自走榴弾砲
- 2S43マルバ 152mm自走榴弾砲
- 2S6/2K22 ツングースカ